# Megophrys parva
Megophrys parva es una especie  de anfibios de la familia Megophryidae.

## Distribución geográfica
Esta especie es endémica de la región indomalaya, entre los 500 y 2500 m s. n. m.:
- En Birmania
- En el norte de Tailandia
- En Bangladés
- El Nepal
- En el norte de Vietnam
- En el norte de Laos
- En China en las provincias de Yunnan y Guangxi
- En la India en los estados de Assam de Arunachal Pradesh de Meghalaya de Bengala Occidental y Sikkim
- En Bután

## Estado de conservación
Se encuentra amenazada por la pérdida de su hábitat natural.